# Jaap Eden De kampioen der Kampioenen
Jaap Eden De kampioen der Kampioenen is een biografisch boek uit 1983, geschreven door Wil Smulders.
Het boek beschrijft de opkomst van de langebaanschaatser en wielrenner Jaap Eden, die aan het eind van de negentiende eeuw driemaal wereldkampioen werd bij het schaatsen en bij het baanwielrennen. Het boek telt 96 bladzijden.